# Весёлые расплюевские дни
«Весёлые расплюевские дни» — советский кинофильм 1966 года. Экранизация сатирической комедии А. В. Сухово-Кобылина «Смерть Тарелкина». Название фильма не было придумано его создателями: известно, что по настоянию цензуры «Смерть Тарелкина» впервые увидела сцену под заглавием «Расплюевские весёлые дни».
Во время съёмок режиссёр и исполнитель главной роли Эраст Гарин получил травму, после которой перестал видеть на один глаз.

## Сюжет
Чтобы избавиться от долгов, чиновник Тарелкин инсценирует собственную смерть и «воскресает» под именем своего соседа Копылова, действительно умершего. Жизнь Копылова, на беду, оказывается богата ещё худшими неприятностями, чем те, от которых пытался спастись Тарелкин.

## В ролях
- Эраст Гарин — Кандид Тарелкин / Сила Силыч Копылов, надворный советник
- Николай Трофимов — Иван Антонович Расплюев, квартальный поручик
- Анатолий Папанов — Максим Кузьмич Вараввин, действительный статский советник / капитан Полутатаринов
- Иван Жеваго — частный пристав Ох
- Георгий Георгиу — помещик Чванкин
- Светлана Харитонова — Людмила Спиридоновна Брандахлыстова, мещанка
- Александра Денисова — Мавруша
- Иван Рыжов — дворник Пахомов
- Лев Поляков — полицейский Качала
- Иван Косых — полицейский Шатала
- Герман Качин — Ванечка, полицейский писарь
- Владимир Маслацов — чиновник
- Георгий Милляр — чиновник Омега
- Николай Горлов — чиновник
- Валентин Брылеев — чиновник
- Маргарита Жарова — невеста (нет в титрах)
- Валентина Караваева — эпизод (нет в титрах)

## Съёмочная группа
- Режиссёр-постановщик — Эраст Гарин, Хеся Локшина
- Автор сценария — Эраст Гарин, Хеся Локшина
- Оператор-постановщик — Александр Рыбин
- Художник-постановщик — Людмила Безсмертнова
- Композитор — Валентин Золотарёв